# Mistrzostwa Świata w Lekkoatletyce 1983 – bieg na 400 m przez płotki kobiet
Bieg na 400 metrów przez płotki kobiet – jedna z konkurencji biegowych rozgrywanych podczas lekkoatletycznych mistrzostw świata w 1983 na Stadionie Olimpijskim w Helsinkach.

## Terminarz
| Data        |            |
| ----------- | ---------- |
| 8 sierpnia  | Eliminacje |
| 9 sierpnia  | Półfinały  |
| 10 sierpnia | Finał      |

## Rekordy
|               | Zawodniczka    | Wynik | Miejsce | Data                 |
| ------------- | -------------- | ----- | ------- | -------------------- |
| Rekord świata | Ana Ambrazienė | 54,02 | Moskwa  | 11 czerwca 1983(dts) |

## Wyniki

### Eliminacje
Rozegrano 4 biegi eliminacyjne. Z każdego biegu trzy najlepsze zawodniczki automatycznie awansowały do półfinałów (Q). Skład półfinalistek uzupełniły cztery najszybsze płotkarki spoza pierwszej trójki ze wszystkich biegów eliminacyjnych (q).

### Bieg 1
| Poz. | Imię i nazwisko       | Narodowość        | Wynik   | Uwagi |
| ---- | --------------------- | ----------------- | ------- | ----- |
| 1    | Jekatierina Fiesienko | ZSRR              | 56,43   | Q     |
| 2    | Ann-Louise Skoglund   | Szwecja           | 56,80   | Q     |
| 3    | Gwen Wall             | Kanada            | 57,14   | Q     |
| 4    | Judi Brown            | Stany Zjednoczone | 57,14   | q     |
| 5    | Giuseppina Cirulli    | Włochy            | 57,43   |       |
| 6    | Rose Tata-Muya        | Kenia             | 58,09   |       |
| 7    | Liu Guihua            | Chiny             | 59,39   |       |
| 8    | Felicia Candelario    | Dominikana        | 1:00,72 |       |

### Bieg 2
| Poz. | Imię i nazwisko     | Narodowość        | Wynik | Uwagi |
| ---- | ------------------- | ----------------- | ----- | ----- |
| 1    | Ana Ambrazienė      | ZSRR              | 56,30 | Q     |
| 2    | Susan Morley        | Wielka Brytania   | 56,58 | Q     |
| 3    | Petra Krug          | NRD               | 13,87 | Q     |
| 4    | Anna Filičková      | Czechosłowacja    | 57,09 | q     |
| 5    | Ruth Kyalisima      | Uganda            | 57,58 |       |
| 6    | Helle Sichlau       | Dania             | 57,90 |       |
| 7    | Tonja Brown         | Stany Zjednoczone | 58,00 |       |
| 8    | Overill Dwyer-Brown | Jamajka           | 58,40 |       |

### Bieg 3
| Poz. | Imię i nazwisko     | Narodowość      | Wynik | Uwagi |
| ---- | ------------------- | --------------- | ----- | ----- |
| 1    | Nawal El Moutawakel | Maroko          | 56,52 | Q     |
| 2    | Petra Pfaff         | NRD             | 56,56 | Q     |
| 3    | Hilde Fredriksen    | Norwegia        | 56,66 | Q     |
| 4    | Christine Slythe    | Kanada          | 57,40 | q     |
| 5    | Sandra Forgrave     | Jamajka         | 57,97 |       |
| 6    | Verona Elder        | Wielka Brytania | 58,14 |       |
| 7    | Tuija Helander      | Finlandia       | 59,43 |       |
| –    | Mary Wagner         | RFN             | DNF   |       |

### Bieg 4
| Poz. | Imię i nazwisko      | Narodowość        | Wynik   | Uwagi |
| ---- | -------------------- | ----------------- | ------- | ----- |
| 1    | Debbie Flintoff      | Australia         | 56,47   | Q     |
| 2    | Cristieana Cojocaru  | Rumunia           | 56,49,  | Q     |
| 3    | Ellen Fiedler        | NRD               | 56,58   | Q     |
| 4    | Sharrieffa Barksdale | Stany Zjednoczone | 56,60   | q     |
| 5    | Gladys Taylor        | Wielka Brytania   | 58,25   |       |
| 6    | Andrea Page          | Kanada            | 58,55   |       |
| 7    | Marcela Ševčíková    | Czechosłowacja    | 1:00,34 |       |

### Półfinały
Rozegrano 2 biegi półfinałowe. Z każdego biegu 4 najlepsze zawodniczki awansowały do finału (Q).

### Bieg 1
| Poz. | Imię i nazwisko       | Narodowość        | Wynik | Uwagi |
| ---- | --------------------- | ----------------- | ----- | ----- |
| 1    | Petra Pfaff           | NRD               | 55,77 | Q     |
| 2    | Jekatierina Fiesienko | ZSRR              | 55,99 | Q     |
| 3    | Ann-Louise Skoglund   | Szwecja           | 56,01 | Q     |
| 4    | Susan Morley          | Wielka Brytania   | 56,09 | Q     |
| 5    | Debbie Flintoff       | Australia         | 56,63 |       |
| 6    | Gwen Wall             | Kanada            | 56,68 |       |
| 7    | Judi Brown            | Stany Zjednoczone | 57,98 |       |
| –    | Hilde Fredriksen      | Norwegia          | DNS   |       |

### Bieg 2
| Poz. | Imię i nazwisko      | Narodowość        | Wynik | Uwagi |
| ---- | -------------------- | ----------------- | ----- | ----- |
| 1    | Ana Ambrazienė       | ZSRR              | 55,18 | Q     |
| 2    | Ellen Fiedler        | NRD               | 56,2  | Q     |
| 3    | Petra Krug           | NRD               | 55,98 | Q     |
| 4    | Cristieana Cojocaru  | Rumunia           | 56,71 | Q     |
| 5    | Sharrieffa Barksdale | Stany Zjednoczone | 56,81 |       |
| 6    | Nawal El Moutawakel  | Maroko            | 57,10 |       |
| 7    | Anna Filičková       | Czechosłowacja    | 57,64 |       |
| 8    | Christine Slythe     | Kanada            | 58,63 |       |

### Finał
| Poz. | Imię i nazwisko       | Narodowość      | Wynik | Uwagi |
| ---- | --------------------- | --------------- | ----- | ----- |
| 1    | Jekatierina Fiesienko | ZSRR            | 56,12 | PB    |
| 2    | Ana Ambrazienė        | ZSRR            | 54,15 |       |
| 3    | Ellen Fiedler         | NRD             | 54,55 |       |
| 4    | Petra Pfaff           | NRD             | 54,64 |       |
| 5    | Petra Krug            | NRD             | 54,76 |       |
| 6    | Ann-Louise Skoglund   | Szwecja         | 54,80 |       |
| 7    | Susan Morley          | Wielka Brytania | 56,04 | [ 3 ] |
| 8    | Cristieana Cojocaru   | Rumunia         | 56,26 | [ 2 ] |